# TM-46

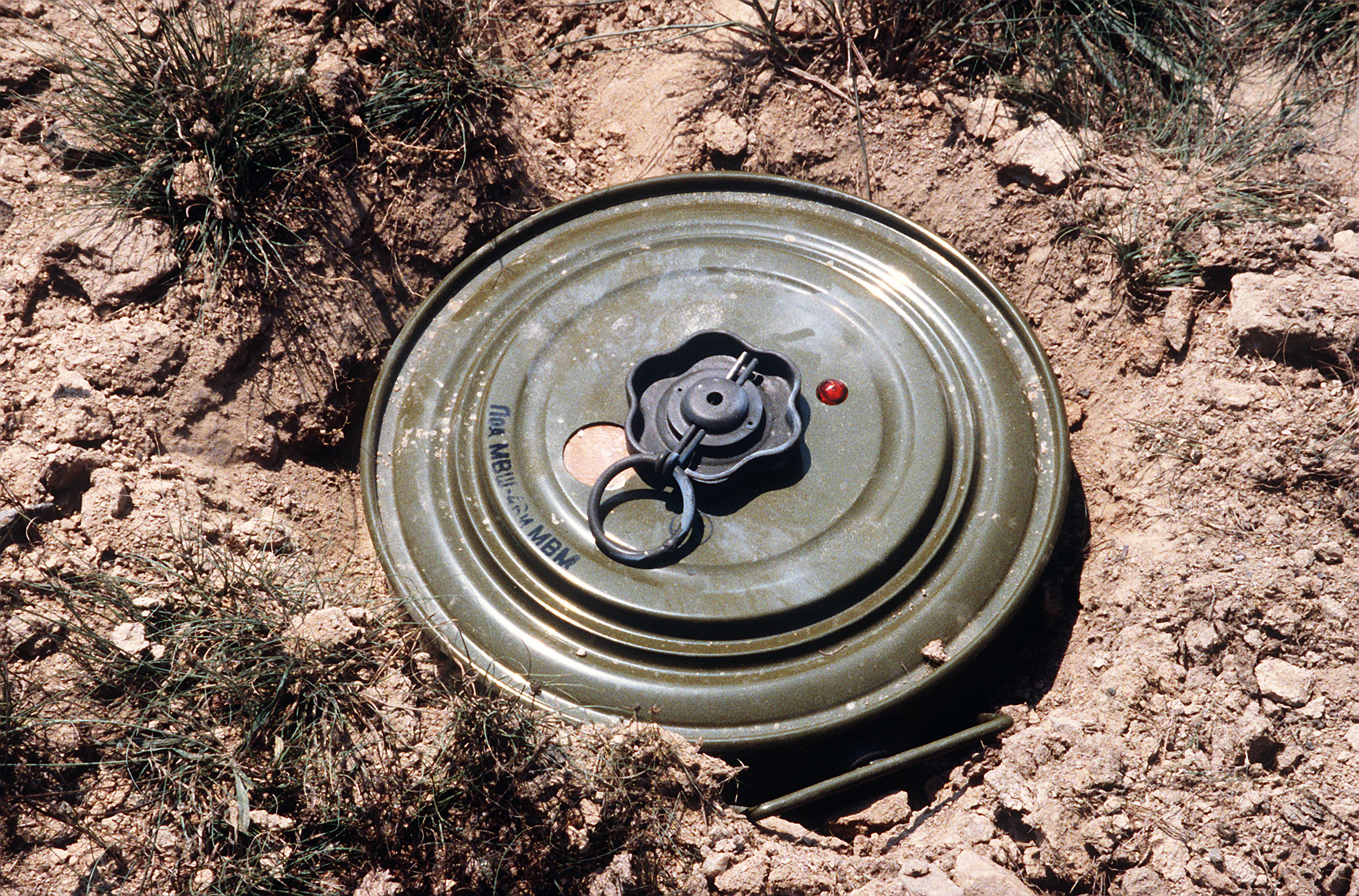
Mine antichar TM-46 avec sa goupille d’armement toujours en place

La TM-46 est une mine antichar soviétique circulaire à enveloppe métallique. Elle utilise une fusée à pression ou à tige d’inclinaison, qui est vissée dans le haut. Les mines antichars équipées de ce type de fusée étaient capables d’infliger beaucoup plus de dégâts aux véhicules blindés qu’une mine antipersonnel typique
Parce que la TM-46 a un boîtier métallique, elle est très facile à détecter avec un détecteur de métaux. Cependant, les champs de mines contenant des TM-46 peuvent également contenir des mines comportant une quantité minimale de métal, par exemple la PMA-2.

## Utilisations au combat
La mine a été utilisée par les forces nord-vietnamiennes pendant la guerre du Viêt Nam et se rencontre dans de nombreux pays d’Afrique, du Moyen-Orient et d’Asie du Sud-Est.

## Action

### Fusée MVM-583
La MVM-583 est une fusée mécanique à pression. La pression d’activation de cette fusée est de 140 daN. Elle se compose d’un mécanisme de mise à feu, d’une goupille de sécurité et d’un détonateur à tube de choc MD-6N.
Lorsqu’un véhicule roule sur une mine TM-46 équipée de cette fusée, le couvercle de la mine se déforme en même temps que la fusée. Lors d’une nouvelle déformation, l’extrémité de l’enveloppe de la fusée coupe le diaphragme de la mine, libérant le mécanisme de mise à feu, qui active le détonateur MD-6N et provoque l’explosion de la charge principale de la mine.

### Fusée MVSh-46
La MVSh-46 est une fusée mécanique à tige basculante sans mécanisme de sécurité. La pression d’activation de cette fusée est de 120 à 450 daN. L’écart requis de la tige d’inclinaison par rapport à sa position initiale est de 25 à 30°. Elle est composée d’un mécanisme de mise à feu et du détonateur à tube de choc MD-10.
Lorsqu’un véhicule passe au-dessus d’une mine TM-46 équipée de cette fusée, la MVSh-46 se déforme, activant le détonateur MD-10 et provoquant l’explosion de la charge principale de la mine.

### Variante TMN-46
Le TMN-46 est une variante de la mine équipée d’une fusée secondaire MUV-2 (en russe МУВ-2) bien en bas (où elle n’est pas visible), qui est légèrement décalée par rapport au centre de la mine. Elle est reliée par une fine bande de fil à une cheville insérée dans le sol. La fusée MUV-2 est accrochée à un détonateur à tube de choc MD-6N (en russe МД-6Н), qui fonctionne comme un dispositif anti-manipulation. Si on essaie de déplacer la mine, le fil tire la fusée et la mine explose.
Lors d’une tentative de désamorçage de la mine TMN-46, le fil attaché entre la fusée MUV-2 et la cheville tire sur la goupille de sûreté. La fusée active le détonateur MD-6N et le fait exploser en même temps que la charge principale de la mine.

## Spécifications
- Diamètre : 305 mm[1],[2]
- Hauteur :
  - Avec fusée MVM-583 : 108 mm[1],[2]
  - Avec fusée à tige d’inclinaison MVSh-46 : 260 mm
- Pression d’activation : 120–450 daN (pression d’inclinaison de 21 kg)[1],[2]
- Masse :
  - Montage complet : 8,6 kg
  - Charge : 5,7 kg (TNT)[1],[2]